# Dungeon Master
Dungeon Master — компьютерная ролевая игра для домашних компьютеров и игровых приставок, разработанная и выпущенная в 1987 году компанией FTL Games. Основным геймдизайнером и программистом был Дуг Белл. В игре используется вид от первого лица, а игровой процесс идёт в реальном времени. Игровой мир построен по канонам жанра фэнтези.
Это одна из первых ролевых игр для домашних компьютеров, где используется вид от первого лица с псевдотрёхмерным представлением игрового мира, и одна из первых ролевых игр, в которых игровой процесс происходит в реальном времени. Первые версии игры для Atari ST и Amiga получили крайне положительные отзывы от критиков и имели рекордные показатели продаж. Более поздние версии, уже не обладая такой новизной, были приняты более прохладно.
Игра была портирована на множество платформ. Было также выпущено одно официальное дополнение, имеющее самостоятельный характер (Dungeon Master: Chaos Strikes Back), упрощённая версия игры для приставки TurboGrafx-CD (Dungeon Master: Theron's Quest), и два полноценных продолжения: Dungeon Master II: The Legend of Skullkeep (1993) и Dungeon Master Nexus (1998). Игра стала основоположником отдельного поджанра компьютерных ролевых игр: на её основе были созданы многочисленные клоны, развившие заложенные в игру идеи.

## Сюжет
Целью игры является спасение Серого Лорда (англ. Grey Lord) — волшебника, обладавшего мощью, сравнимой с божественной, поддерживавшего мир и благополучие. Попытавшись раздобыть мистический драгоценный камень, спрятанный глубоко в подземелье, и овладеть его мощью, он оказался разделённым на две половины: добрую и злую. Одна его половина — Лорд Хаоса (англ. Lord Chaos) — правит подземельями, вторая — Либрасулус (англ. Librasulus, в руководстве к игре объясняется, что это имя значит «восстановитель порядка») — вынуждена оставаться в небытии за пределами материального мира. Все, кто пытался проникнуть в подземелье, погибли или были схвачены Лордом Хаоса. 24 лучших пленены в волшебных зеркалах в зале Чемпионов.
Либрасулус, которому удалось связаться со своим учеником Тероном (англ. Theron), также утратившим телесную форму, отправляет его в зал Чемпионов. Терон должен выбрать четырёх павших искателей приключений и либо воскресить их, либо использовать их жизненную энергию для создания новых чемпионов с необходимыми навыками.
Направляя их, Терон должен победить Лорда Хаоса и воссоединить светлую и тёмную половину Лорда Теней. Для этого необходимо победить обитающих в подземелье монстров, решить серию загадок и найти огненный посох (англ. Firestaff) и камень силы (англ. Power Gem).
В игре две концовки: в первой персонажи воссоединяют Лорда Хаоса и Либрасулуса, после чего Серый Лорд уничтожает огненный посох и устраняет разрушения, связанные с его разделением; во второй персонажи возвращают огненный посох ко входу в подземелье и отдают его Либрасулусу, который говорит, что больше в персонажах не нуждается и убивает их всех.

## Игровой процесс
В начале игрок выбирает четырёх персонажей, которые будут исследовать подземелье. Можно либо выбрать готового персонажа, уже обладающего некоторыми навыками, либо создать своего и развивать его с нуля. Игровой процесс направлен на исследование трёхмерных подземелий, аналогично таким играм, как Wizardry и The Bard’s Tale. В отличие от большинства ролевых игр того периода, бои проходят в режиме реального времени. Кроме того, в игре присутствует только одно подземелье с 14 уровнями, с многочисленными монстрами, сокровищами, секретными дверями и интерактивными элементами (рычагами, кнопками и т. п.). С каждым уровнем сложность игры возрастает: монстры становятся опаснее, реже встречаются еда и вода, головоломки становятся более трудными, спрятанные рычаги — менее заметными. Часто препятствия могут быть преодолены более чем одним способом.
В игре присутствуют показатели здоровья, выносливости и маны (уровня магии) персонажа. Персонажи, у которых закончилось здоровье, умирают, но могут быть воскрешены на специальных алтарях. Показатель выносливости уменьшается в случае, если в инвентаре персонажа слишком много предметов или если используется бег. Мана расходуется при произнесении заклинаний и создании зелий. Вторичными показателями являются сила, ловкость, мудрость, живучесть, устойчивость к магии и огню. Присутствует также показатель нагрузки, который зависит от числа предметов, переносимых персонажем. Если нагрузка превысит определённый предел, скорость передвижения персонажа (и всей команды в целом) уменьшится.
Учитывается как количество переносимых предметов (ограниченное числом клеток, доступных в интерфейсе игры), так и их вес. Предметы можно укладывать в контейнеры (сундуки, ящики и т. п.), однако их вес при этом продолжает учитываться в общей сумме, освобождается лишь занятое предметом место. Предметы, брошенные на пол, не исчезают даже при переходе на другой уровень подземелья, так что игрок может выбросить ненужные в данный момент предметы и вернуться за ними позже. Один из монстров в игре обладает способностью похищать предметы у персонажей.
Необходимо обеспечивать персонажей водой и едой, однако сон им не нужен (хотя отдых восстанавливает показатели здоровья, силы и маны). При отдыхе в небезопасном месте команду могут атаковать монстры. Освещение присутствует только на первом этаже подземелий, на последующих персонажам потребуются факелы (постепенно тускнеющие и гаснущие при их использовании) или создающая свет магия.
Игрок может менять расположение персонажей, выставляя вперёд более сильных и убирая назад слабых. В игре присутствует 25 различных типов монстров, некоторые из которых являются съедобными и могут быть использованы для пополнения запаса еды. У каждого монстра есть собственные скрытые характеристики: скорость, броня, здоровье, вероятность попадания, храбрость, сопротивление магии и яду и т. д. Некоторые монстры основаны на существах из миров Dungeons & Dragons, однако их названия были изменены, чтобы избежать обвинений в нарушении авторских прав.
В игре отсутствует система очков опыта: персонажи улучшают свои характеристики, повторяя одно и то же действие много раз (например, уровень мудрости повышается при применении заклинаний). С улучшением характеристик повышается «ранг» персонажа (неофит, новичок, ученик и т. д. — всего 15 уровней), от которого зависят вторичные показатели. Навыки разделены на несколько категорий, соответствующих «классам» персонажа: воин, ниндзя, маг и жрец. Однако жёсткого разделения по классам у персонажей нет: даже персонаж, не имеющий изначально магических умений, может развивать магические умения, получив ману в результате использования зелья или магического оружия. Навыки воина являются более важными в начале игры, мага и жреца — на поздних стадиях. Если уровень умения недостаточен, игрок не сможет использовать заклинание или ему будет доступна только часть возможных способов использования предмета (например, только некоторые из возможных ударов оружием).
Магическая система игры представляет собой воплощение идей платоновского реализма и концепции истинных имён: маг должен постичь истинные идеи, являющиеся основой реальности, чтобы управлять ей. Магия и создание зелий основаны на выборе и комбинировании символов, которые могут складываться в последовательности рун. Полное заклинание состоит из четырёх элементов: сила (интенсивность), элемент (суть заклинания), форма (направление) и мировоззрение. Магические элементы в игре связаны с планами реальности — аналоги этой идеи прослеживаются во многих ролевых мирах, таких как Dungeons & Dragons и Magic: The Gathering. Свитки с комбинациями могут быть найдены в подземельях, однако можно и найти нужное заклинание подбором. Комбинация очищается после использования заклинания, так что повторное использование магии в бою затруднено.

## Интерфейс

Основной экран, бой с монстрами

В игре используется интерфейс «point-and-click», позволяющий напрямую взаимодействовать с объектами игрового мира. Присутствует функция сохранения игры: в версиях на дискетах её использование затруднено из-за необходимости менять дискеты, так как игра не поддерживает одновременную работу с несколькими дисководами. Кроме того, обозреватель журнала Computer Gaming World отмечает, что сохранённую игру нельзя загрузить в ходе уже идущей: приходится выходить из игры и загружать её ещё раз.
При разработке игры дизайну интерфейса управления уделялось особое внимание. Изначально сложная система «point-and-click» постепенно упрощалась (например, ранние версии включали вид сверху, на котором можно было подбирать предметы — в более поздних, чтобы поднять предмет, достаточно щёлкнуть по нему на основном экране), пока не стала интуитивной. В игре осталось всего три основных экрана: на основном было окно, в котором отображалось псевдотрёхмерное изображение подземелья, а также основные характеристики персонажей и управляющие кнопки. При этом кнопки, отвечавшие за передвижение, размещены вблизи от кнопок, позволяющих совершить действие предметом, находящимся в руке персонажа. На втором экране (который появлялся при нажатии правой кнопки мыши или функциональной клавиши) показывались предметы, имеющиеся у каждого персонажа, а также более детально раскрывались их показатели. Третий экран был доступен со второго и позволял сохранить игру или выйти из неё.
Управлять передвижением персонажа можно было как используя мышь, так и стрелками на клавиатуре: многие игроки комбинировали эти два способа, так как намного быстрее было совершать действия при помощи мыши, управляя передвижениями персонажей с клавиатуры. Такой способ управления получил развитие в более поздних играх (например, Doom).

## Звук
В большинстве версий игры (за исключением платформ SNES и FM Towns) не было музыки, присутствовали лишь звуковые эффекты, такие как открытие дверей и звуки, издаваемые монстрами и персонажами. Обозреватель журнала Retro Gamer отмечает, что создателями игры был использован минималистический подход к звуковому оформлению, который увеличил атмосферность игры: редкие звуки, доносящиеся из глубин подземелий, держали игроков в напряжении.
Dungeon Master для FM Towns поставлялся на CD-ROM, который, помимо игры, содержал 18 аудиотреков. Версия для SNES также включала музыку, отличавшуюся от используемой в версии для FM Towns. Её композиторами были Тавада Цукаса и Хикоси Хасимото.

### Саундтрек FM Towns
Данный саундтрек также был выпущен также отдельным альбомом на компакт-диске. Музыка на диске с игрой имеет небольшие отличия от включённой в альбом (по продолжительности и оркестровке треков).
Все композиции на диске инструментальные. Обозреватель электронного журнала GameBytes отнёс их к жанру нью-эйдж.
Трек-лист (треки, отсутствующие на CD-ROM с игрой Dungeon Master взяты с CD-ROM дополнения Chaos Strikes Back):
| №  | Название                | Длительность | Номер трека на CD-ROM с игрой |
| -- | ----------------------- | ------------ | ----------------------------- |
| 1  | Into The Dark           | 1:38         | 4                             |
| 2  | Hall Of Champions       | 1:57         | 1                             |
| 3  | The Adventure Begins    | 2:38         | —                             |
| 4  | Tomb Of The Firestaff   | 3:01         | —                             |
| 5  | Sleeper                 | 1:11         | 12                            |
| 6  | Battle                  | 2:50         | 2, 3                          |
| 7  | Ethereal Beings         | 1:26         | 14                            |
| 8  | Skeleton Dance          | 1:38         | 10, 11                        |
| 9  | Riddle Room             | 1:35         | 15                            |
| 10 | Choose Your Fate        | 2:26         | —                             |
| 11 | Zooooom                 | 1:37         | 13                            |
| 12 | When Is Rock Not Rock   | 1:23         | —                             |
| 13 | Requiem For King Filius | 2:13         | 16                            |
| 14 | Pits & Couatls          | 1:27         | 7                             |
| 15 | Clockwise               | 2:54         | 8, 9                          |
| 16 | Guardian Of The Gem     | 3:18         | —                             |
| 17 | Altar Of VI             | 0:49         | 5, 6                          |
| 18 | Chaos!                  | 1:11         | 18                            |
| 19 | Heroes                  | 0:48         | —                             |
| 20 | Victory                 | 1:24         | 17                            |
| 21 | Dungeon Master          | 2:49         | —                             |

Музыка трека 1 («Into The Dark») также звучит в версии для DOS на первом экране игры.

## Разработка
Изначально Dungeon Master разрабатывался под названием Crystal Dragon. Разработчики Дуг Белл и Энди Джарос познакомились в колледже. Они любили играть в Ultima и Wizardry на компьютере Apple II, который Энди подарили родители. В ходе одной из многочасовых игровых сессий у них возникла идея создать новую игру, которая могла бы быть лучше, чем Ultima. Энди и Дуг создали компанию PVC Dragon (аббревиатура в названии была связана с материалом, из которого изготавливались конверты для дискет). Денежных средств, вложенных в компанию друзьями и родственниками, хватило на два года. После этого Белл и Джарос, переехавшие в Сан Диего, решили поискать компанию, которая заинтересовалась бы их разработкой. В 1983 году они присоединились к FTL Games на правах временных работников: в течение нескольких месяцев они должны были довести игру до рабочего состояния.
Crystal Dragon разрабатывался для Apple II, однако с появлением новой платформы Atari ST все силы разработчиков FTL Games (в том числе и команды, работавшей над Crystal Dragon) были брошены на портирование на новую платформу игры SunDog: Frozen Legacy. Эта работа была завершена в конце 1984 года, после чего Белл и Джарос стали полноценными членами команды разработчиков FTL Games. Разработка Crystal Dragon уже под новым названием Dungeon Master была возобновлена. Белл создал первую реализацию алгоритма отрисовки подземелья на языке Паскаль; она оказалась недостаточно производительной. В течение трёх недель он освоил язык программирования C и переписал алгоритм на нём: производительность стала даже лучше ожидаемого.

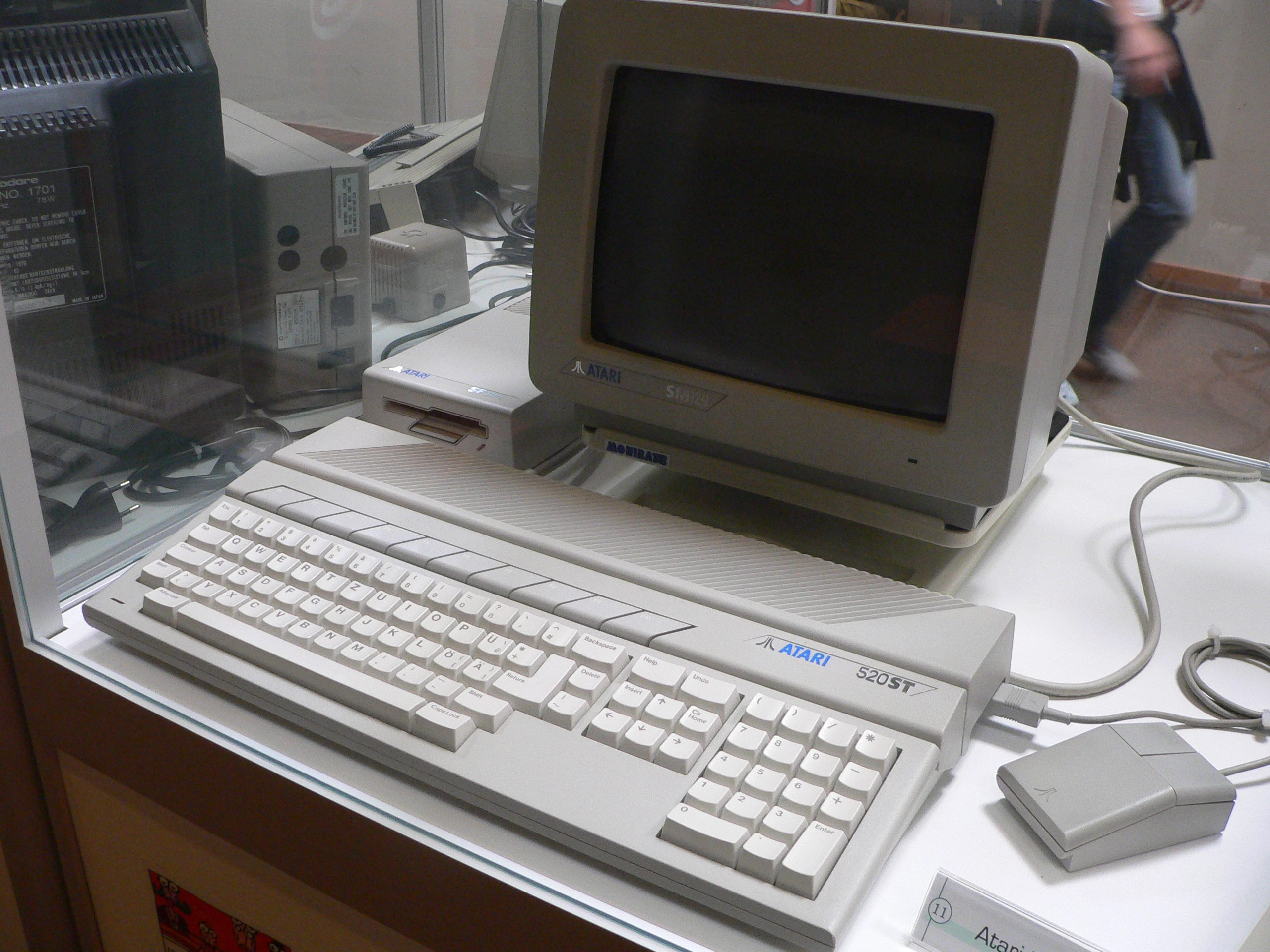
Компьютер Atari ST

Игру разрабатывала небольшая команда, состоявшая из пяти человек. Основными программистами были Дуг Белл, Майк Ньютон и Дэннис Уокер. Уэйн Холдер принимал незначительное участие в разработке (в основном связанное с воспроизведением оцифрованного звука на Atari). Майк Ньютон отвечал за разработку вспомогательных инструментов. Большую часть программного кода написали Дуг Белл и Дэннис Уокер. Весь коллектив разработчиков принимал участие в формировании идей, которые были реализованы в игре. Разработка велась на Atari ST (использовался компилятор Megamax C, но значительная часть кода, отвечающего за графику, написана на ассемблере). Были написаны специальные инструменты: редактор уровней Dungeon Construction Set, а также база для компактного хранения данных Dungeon Database. Только после того, как базовые функции «движка» игры были завершены, началась разработка сюжета. Нэнси Холдер (жена продюсера игры, профессиональный писатель) сочинила пролог для руководства пользователя игры, в котором описывались события, предшествовавшие началу игры.
Имена «чемпионов», которые доступны для выбора игроком, были взяты из ряда источников, в том числе книг и фильмов. Так, Чани Сайяддина Сихайя (англ. Chani Sayyadina Sihaya) — Чани, жена Пола Атрейдеса из «Дюны» Фрэнка Герберта; Азизи Джохари (англ. Azizi Johari) — девушка с разворота журнала «Плейбой» за июнь 1975 года; Готмог — один из балрогов в легендариуме Толкина. Лейф Храбрый вдохновлён первооткрывателем Америки Лейфом Эрикссоном, а Зед — неигровой персонаж из предыдущей игры FTL — Sundog: Frozen Legacy.
Созданием графики для игры занимался Энди Джарос. Графическое оформление игры включает в себя как несколько однообразные подземелья, так и множество разновидностей монстров и предметов. Графика выполнена только в цвете (причём были использованы специальные технические уловки, позволяющие отобразить больше цветов, чем позволяла стандартная 16-цветная палитра Atari ST первых моделей). Разработчики пытались обеспечить поддержку также монохромной графики, но им это не удалось из-за необходимости уложиться в объём одной дискеты. Для каждого монстра было нарисовано четыре спрайта: вид спереди, стоя; вид спереди, атака; вид сзади; вид со стороны (отражается в зависимости от того, слева или справа на монстра смотрит игрок). Энди Джарос также разработал магическую систему игры.
Игра подвергалась довольно серьёзному тестированию. Особое внимание уделялось возможности пройти её любой комбинацией персонажей и даже одним любым персонажем. Последнее тестировал сам Дуг Белл лично. Кроме того, одним из бета-тестеров игры был Трейси Хикмен.
Изначально игру планировалось выпустить в конце 1985 года, однако к сентябрю 1985 команда разработчиков решила, что идеи, которые они не успевают реализовать, настолько хороши, что игра, включающая их, может стать заметным событием. Дата выпуска была перенесена. В итоге разработчики смогли воплотить почти всё задуманное, не будучи ограниченными необходимостью выпустить игру к определённому дню.
Значительное внимание при разработке уделялось погружению в процесс игры. Это привнесло в игру хоррор-составляющую: игровой процесс в реальном времени и качественные графика и звук затягивали игрока и делали его восприимчивым к испугу. Разработчики хотели, чтобы игрок не прерывался ни на что, даже на смену игровых дисков. Это поставило перед ними непростую задачу создания алгоритмов сжатия, которые позволили бы уместить игру в 360 килобайт. При этом полностью распакованные игровые данные занимали 1,6 мегабайта. В игре использовался сложный менеджер памяти, который позволял хранить в памяти сжатую графику.
Впервые игра была показана публике в июне 1986 года на Consumer Electronics Show в Лас-Вегасе в виде неинтерактивного слайд-шоу. Там же была заключена сделка с Mirrorsoft об издании игры на европейских рынках.
В 1987 году игра была выпущена на Atari ST. Обозревателями было отмечено, что возможности платформы были использованы в полном объёме. Продажи были так хороши, что FTL и Mirrorsoft еле справлялись с изготовлением необходимого числа копий.
Первая выпущенная версия содержала несколько ошибок, проявлявшихся ближе к концу игры. Издатели предлагали бесплатное (с оплатой только почтовых расходов) обновление пользователям, вернувшим свои диски с первой версией игры. Было ещё несколько небольших обновлений, содержащих небольшие изменения: так, в поздних версиях игры персонажи получили возможность пить воду непосредственно из фонтанов, не набирая её в бурдюк, появилась возможность «простукивать» стены для выявления потайных дверей и т. п.
В следующем году была выпущена практически идентичная версия для Amiga. Игра также была портирована на платформы DOS, Apple IIGS, SNES, Sharp X68000, PC-9801 и FM Towns. Модифицированная версия (Dungeon Master: Theron's Quest) была выпущена также для TurboGrafx-CD. Игра была изначально выпущена на английском языке и переведена на немецкий, французский и японский.
Разрабатывалась также версия для Commodore CDTV, однако она так и не была окончена, в связи с тем, что так и не удалось решить проблемы с недостатком места для сохранённых игр на карте памяти.
Инструментарий разработчиков позволял создавать дополнения для игры без значительных изменений программного кода (разработчики планировали использовать «движок» Dungeon Master для создания игр в разных жанрах, от «хоррор» до научной фантастики). Вскоре после выхода Dungeon Master разработчики начали подготовку дополнительного диска с новым приключением. Разработка дополнения затянулась (оно вышло через два года после оригинала, и на 6 месяцев позже, чем планировалось), и постепенно масштабы изменений вышли за пределы обычного дополнения и по сути новая разработка, которая получила название Dungeon Master: Chaos Strikes Back, стала самостоятельной игрой и не требовала для запуска наличия исходного Dungeon Master, хотя и продавалась как «пакет расширения № 1». В неё можно было импортировать команду персонажей из оригинальной игры, при этом вещи персонажей не сохранялись. Планировалось разработать и другие дополнения, но разработчики были слишком заняты портированием игры на другие платформы.
Было также разработано два полноценных продолжения игры: Dungeon Master II: The Legend of Skullkeep (1993) и Dungeon Master Nexus (1998).

### Обложка
Для создания обложки был привлечён уже ранее работавший с FTL художник Дэвид Дэрроу. Его идейным вдохновителем был Дрю Струзан, автор плакатов к таким фильмам, как «Назад в будущее», «Индиана Джонс» и «Бегущий по лезвию». На обложке изображена сцена из пролога к руководству пользователя игры: это три персонажа игры, которые вот-вот погибнут, сражаясь с главным антагонистом. Неизвестно, руководствовался ли художник предложенным ему сюжетным описанием, или, напротив, созданная им обложка послужила основой для сцены в прологе.

Фотография, сделанная художником в процессе создания обложки, и окончательный результат

Исходным материалом для картины стали графические образы, взятые из игры: плитки пола, двери, факелы, открывающие потайные проходы. Моделью для женского персонажа на переднем плане стала жена художника (в тот момент находившаяся на шестом месяце беременности). Мужчина, схватившийся за факел — один из разработчиков игры, Энди Джарос. Мускулистый полуобнажённый мужчина на заднем плане — случайный человек, которого художник нашёл в спортзале. Костюм женщины — на самом деле слегка видоизменённая ночная рубашка, Энди Джарос принёс свой собственный костюм (он увлекался ролевыми играми), а вещи третьего персонажа придуманы художником. Изначально художник планировал создать работу в стиле Фрэнка Фразетты и Бориса Вальехо, однако его жена не согласилась позировать в бикини, ввиду чего влияние этих иллюстраторов проявилось лишь в образе мужчины на заднем плане.
Использование непрофессиональных моделей было связано с бюджетными ограничениями и неуверенностью в том, что модели, привыкшие позировать для «гламурных» снимков, справятся с поставленной задачей. Художник согласился работать за процент с прибылей от продаж игры — что в итоге принесло ему довольно большой доход.
Работа над обложкой началась в августе 1986 года. Исходная картина была написана на гипсованной мазонитовой панели, по размеру в 4-5 раз больше коробки игры. Художник использовал акриловые краски Liquitex, наносимые распылителем, а также цветные карандаши. Всего создание картины заняло около трёх недель, так как техника была новой для Дэрроу. На картине не было слова «Master», оно было впечатано позже.
Дэннис Уокер позже отмечал, что картина не полностью соответствовала его ожиданиям — персонаж на заднем плане выглядел падающим в яму, что не соответствовало изначально запланированному «мачо»-имиджу.
С октября 2006 по февраль 2007 года картина выставлялась в Музее науки в Лондоне как часть экспозиции «Game On».
В 2013 году сайт Eurogamer Sweden поставил обложку на первое место в списке лучших обложек игр в жанре фэнтези.

## Отличия между версиями
Версии для DOS, Atari ST и X68000 имеют моноканальный звук, версии для Amiga, Apple IIGS и SNES — стереоканальный. Также в версиях для Atari ST и X68000 отсутствуют некоторые звуки. Кроме того, некоторые версии имеют специфичные только для них особенности:
- DOS: на титульном экране присутствует музыка, а также имеется анимационная концовка. С американской версией для DOS также поставлялся звуковой адаптер, подключаемый к параллельному порту[27].
- Apple IIGS: присутствует дополнительное подземелье, по сути являющееся тренировочным перед основной игрой[14].
- X68000: используется более высокое разрешение экрана.
- PC-9801: цветовая палитра более ограничена, чем в других версиях.
- SNES: присутствует заставка и внутриигровая музыка.
- FM Towns: присутствует внутриигровая музыка в формате Audio CD.

Имеются и другие малозначительные отличия.

## Восприятие
Непосредственно после выхода игра была крайне позитивно принята публикой. Версия для Atari ST была самой продаваемой игрой на этой платформе: только за первый год было продано 40 тысяч копий, а в итоге игра была установлена более чем на 40 % всех проданных компьютеров Atari ST. Версия для Amiga также была крайне популярной. Мэтт Бартон пишет о том, что современные игре обзоры в прессе читаются как самые агрессивные рекламные лозунги: Dungeon Master называли чуть ли не лучшей игрой всех времён. В числе основных причин того, что игра вызвала такой интерес, он называет инновационное трёхмерное представление игрового мира и игровой процесс в реальном времени. Однако версии для DOS и SNES на момент выхода уже устарели в техническом и идейном плане и получили гораздо более прохладную оценку обозревателей.

### Atari ST
| Иноязычные издания | Иноязычные издания                                            |
| Издание            | Оценка                                                        |
| ------------------ | ------------------------------------------------------------- |
| ACE                | 949/1000                                                      |
| CVG                | графика и играбельность — 9 из 10, звук и ценность — 8 из 10. |
| Dragon             | [ 11 ]                                                        |
| The Games Machine  | 94 %                                                          |
| Atari ST User      | 9/10                                                          |
| Quandary           | [ 32 ]                                                        |
| The Atari Times    | 100/100                                                       |

Оценки первой выпущенной версии игры для Atari ST были очень высокими. Особенно часто обозреватели указывали на такие достоинства игры, как хорошее графическое и звуковое оформление, продуманная схема управления с использованием мыши, глубина и интерактивность игрового мира, а также игровой процесс в реальном времени. Отмечался также интерфейс с иконками, более доступный для понимания игроков, чем текстовый интерфейс игр предыдущего поколения. В числе основных недостатков называлось отсутствие карты. Также отмечалась способность игры надолго завладеть вниманием игрока — так, обозреватель журнала ACE писал: «вы будете играть до тех пор, пока не застрянете окончательно — или всё-таки закончите игру. В любом случае, играть вы будете ещё очень долго». А обозреватель журнала Start советовал игрокам перед началом игры обеспечить себе запас еды и воды на 8 часов.
Журнал Computer and Video Games написал о сходстве используемой системы выбора персонажа с игрой Legacy Of The Ancients. В качестве достоинств были названы отличная графика и чистый звук, а также управление мышью. Было сказано, что эта игра является самым близким компьютерным приближением к настольной ролевой игре из всех доступных.
Обозреватель журнала Computer Gaming World восторженно отозвался о графике игры. Им также были даны положительные оценки игровому процессу в реальном времени, управлению с использованием мыши, а также звуку. Недостатком игры он счёл отсутствие карты.
В британском журнале The Game Machine игру назвали «мечтой любого ролевика», отметив в качестве достоинств игры захватывающую атмосферу, которая создаётся интерактивностью и глубиной игрового мира, интересным и не слишком сложно закрученным сюжетным введением, а также детальной графикой и звуковыми эффектами, которые хотя и не используются постоянно, но хорошо подобраны.
Обозреватель сайта Quandary отметил простоту управления в бою и величину игрового мира. В качестве недостатка игры названо отсутствие автокарты. В итоге игра охарактеризована как подходящая для игроков, интересующихся исследованием лабиринтов и поисков сокровищ. Указывается, что игрокам, привыкшим к более сложной графике и плавному перемещению, как в Ultima Underworld, игра может не понравиться.
Обозреватель сайта The Atari Times в опубликованном в 2014 году обзоре высоко оценил графическое оформление игры, указав, что такая детализация для того времени была необычной. В то же время, он указал на однообразность многих элементов игрового мира. Хотя в игре отсутствовала музыка, журналист не счёл это недостатком игры. Звуковое оформление было оценено как полностью адекватное. В итоге обзора было сказано, что Dungeon Master — это та игра, которая сделала Atari ST привлекательной для игроков. Игра была рекомендована как затягивающая даже никогда не игравших в компьютерные ролевые игры игроков. Также было отмечено, что даже спустя 26 лет после выпуска игра вызывает интерес игроков.

### Amiga
| Иноязычные издания | Иноязычные издания |
| Издание            | Оценка             |
| ------------------ | ------------------ |
| Amiga Computing    | 97 %               |
| Zzap!64            | 98 %               |

К моменту выхода на Amiga игра сохраняла новизну: обозревателями отмечалось, что она установила новые стандарты для фэнтезийных ролевых игр, как по аудиовизуальному наполнению, так и по сложности игрового мира. Кроме того, интерфейс «point-and-click» с использованием мыши и графических иконок всё ещё выделял игру среди жанровых аналогов.
Журнал Zzap! писал о Dungeon Master: «это лучшая игра, которую мы когда-либо видели». Обозревателями была высоко оценена атмосфера игры, а также сложность и интерактивность игрового мира. Также указывалось, что происходящее в мире игры действительно может испугать игрока. Авторы обзора акцентировали внимание на высоких системных требованиях — игра требовала минимум 1 мегабайт оперативной памяти.
Обозреватель журнала Amiga Computing назвал игру самой потрясающей, которую он видел для Amiga. Сравнивая игру с Ultima и Bard’s Tale, он признал, что Dungeon Master не меняет тот факт, что эти игры остаются на высшем уровне, однако добавляет новое измерение к сложившемуся жанру, поощряя его дальнейшее развитие.

### DOS
| Иноязычные издания | Иноязычные издания |
| Издание            | Оценка             |
| ------------------ | ------------------ |
| Dragon             | [ 27 ]             |
| Joystick           | 70 %               |
| PC Games           | 49/100             |
| Zero               | 85/100             |

Версия для DOS была выпущена только в 1992 году. Графически игра не была обновлена по сравнению с версиями для других систем и не использовала полностью преимущества графического режима MCGA/VGA с 256 цветами. В то же время, уменьшились задержки на более быстрых процессорах, используемых в PC-совместимых компьютерах. Обозреватели сравнивали её с такими играми, как Bloodwych, Eye of the Beholder и Ultima Underworld. Все эти игры использовали ту же самую схему игрового процесса, что и Dungeon Master, имели аналогичный графический интерфейс «point-and-click», и предлагали новые возможности (в особенности Ultima Underworld, в которой было плавное, а не пошаговое передвижение по трёхмерному игровому миру). На этом фоне Dungeon Master уже не выглядел так инновационно, как в момент выхода на Atari ST и Amiga. Это сильно понизило оценки игры.

### SNES
| Иноязычные издания | Иноязычные издания                                                                                 |
| Издание            | Оценка                                                                                             |
| ------------------ | -------------------------------------------------------------------------------------------------- |
| GamePro            | 3,0 — графика, 2,0 — звук, 3,5 — управление, 3,5 — удовольствие, сложность — средняя               |
| Nintendo Power     | 3,4/5 — графика и звук, 2,3/5 — управление, 3,4/5 — сложность, 3,5/5 — тема и удовольствие от игры |
| Super Play         | 88 %                                                                                               |
| VideoGames         | 69 %                                                                                               |

Версия для SNES также не была благосклонно принята обозревателями. Среди положительных моментов игры журнал Total! назвал атмосферу игры, которую помогают создать хорошо подобранные звуковые эффекты. Журнал GamePro отметил головоломки и бои в реальном времени, однако остальные стороны игры не счёл заслуживающими особого интереса, назвав в качестве примера более полноценной ролевой игры Final Fantasy II. Обозреватель журнала Power Play признал основным достоинством игры отточенный игровой процесс, а основным недостатком признал слишком сложное и нелогичное управление, отметив также, что графика и звук несколько ухудшились по сравнению с версиями для домашних компьютеров. В Nintendo Magazine System UK указывалось, что игра работает слишком медленно даже несмотря на наличие DSP-чипа на картридже.
С другой стороны, обозреватель британского журнала Super Play хвалит игру за интерактивность и детализацию игрового мира, отмечая, что по сути она является первой серьёзной RPG западной школы на данной платформе. В то же время, он указывает на те же недостатки, что и другие обозреватели: медленное обновление экрана и неудобное управление при помощи геймпада.
Журналом Nintendo Power положительно были оценены глубина игрового процесса, лёгкая в использовании система боевых команд и большой выбор персонажей. Недостатками было признано сложное ориентирование в лабиринтах, требующее составления карты, а также неудобный процесс взаимодействия с предметами, имеющимися у персонажей.

### Награды
Игра получила множество наград.
| Журнал или организация           | Год  | Наименование награды               | Перевод названия                                 |
| -------------------------------- | ---- | ---------------------------------- | ------------------------------------------------ |
| Computer Play Magazine           | 1988 | Game of the Year                   | Игра года                                        |
| Computer Play Magazine           | 1988 | Best Atari ST Game                 | Лучшая игра для Atari ST                         |
| France’s 4th Generation Magazine | 1988 | Game of the Year                   | Игра года                                        |
| UK Software Industry Awards      | 1988 | Adventure Game of the Year         | Приключенческая игра года                        |
| UK Software Industry Awards      | 1988 | Best Selling Atari ST title        | Самая продаваемая игра для Atari ST              |
| Tilt Magazine                    | 1988 | Best Role Playing Game             | Лучшая ролевая игра                              |
| Tilt Magazine                    | 1988 | Best Sound effects                 | Лучшие звуковые эффекты                          |
| PowerPlay Magazine               | 1988 | Best Role Playing Game             | Лучшая ролевая игра                              |
| The Adventureer’s Club of the UK | 1988 | «Golden Sword» Award               | Награда «Золотой меч»                            |
| The Adventureer’s Club of the UK | 1988 | Best Role Playing Game             | Лучшая ролевая игра                              |
| Dragon Magazine                  | 1988 | «Beastie Award»                    |                                                  |
| Dragon Magazine                  | 1988 | Best Atari ST title                | Лучшая игра для Atari ST                         |
| Computer Gaming World Magazine   | 1988 | Special Artistic Achievement Award | Специальная награда за художественные достижения |
| Game Player’s Magazine           | 1989 | Best Amiga Game                    | Лучшая игра для Amiga                            |
| Datormagazin                     | 1989 | Best Amiga Game                    | Лучшая игра для Amiga                            |
| Amiga World Magazine             | 1989 | Best Game                          | Лучшая игра                                      |
| Amiga World Magazine             | 1989 | Best Role Playing Game             | Лучшая ролевая игра                              |
| Computer Gaming World            | 1989 | «Hall of Fame»                     | «Зал славы»                                      |
| Dragon Magazine                  | 1989 | Best Apple IIGS title              | Лучшая игра для Apple IIGS                       |
| Info Magazine                    | 1989 | Best Game                          | Лучшая игра                                      |
| Compute Magazine                 | 1989 | Best of the Amiga                  | Лучшее на Amiga                                  |
| Power Play magazine              |      | 100 Best Games                     | 100 лучших игр                                   |

## Влияние

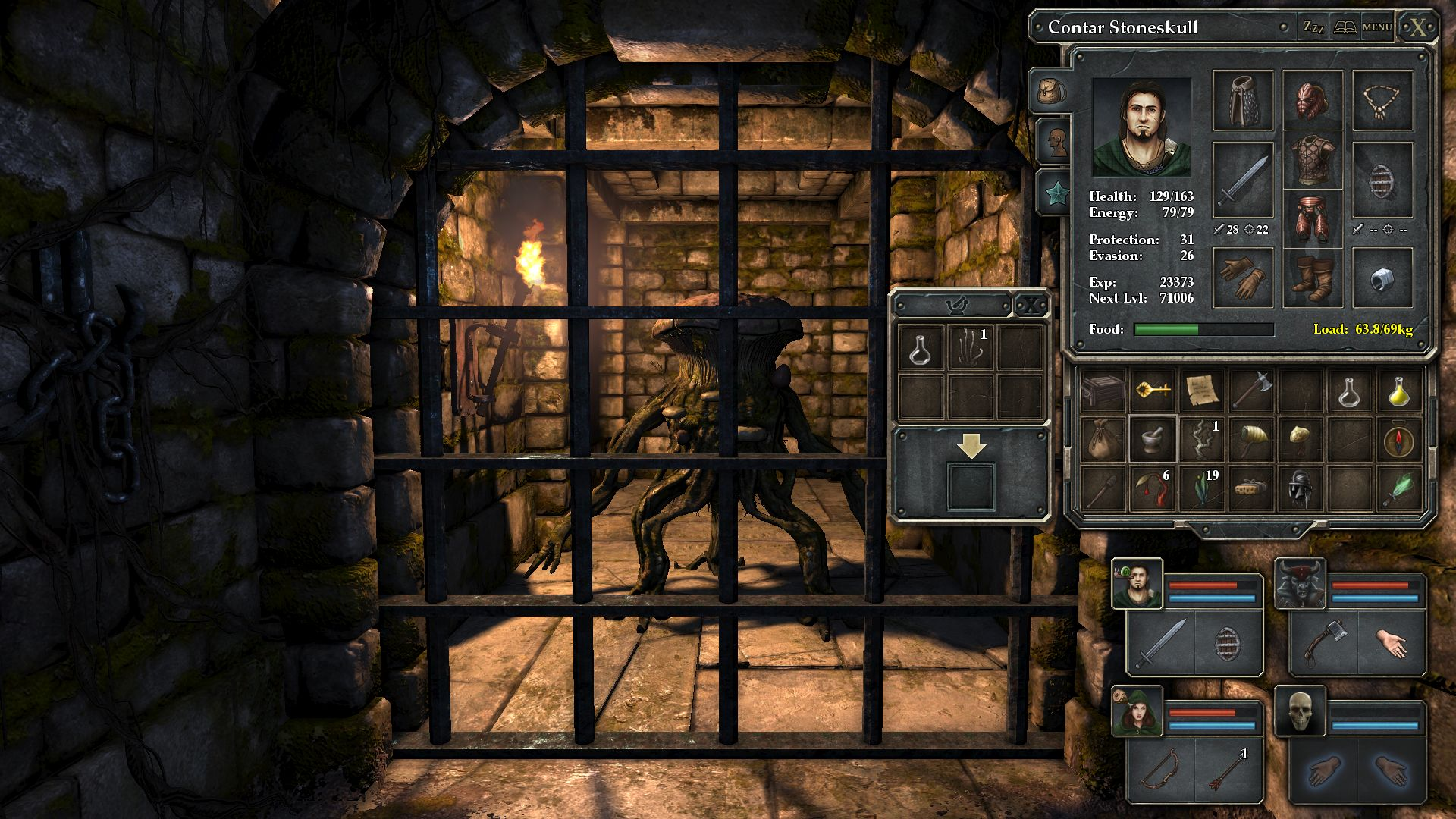
Снимок экрана игры Legend of Grimrock, вдохновлённой идеями Dungeon Master

Хотя на разработчиков Dungeon Master оказали влияние ранние игры серии Ultima, сама игра стала источником вдохновения для серии Ultima Underworld.
Грандиозный успех игры вдохновил создателей множества похожих игр. Компанией Westwood Associates по заказу TSR была разработана игра Eye of the Beholder, по сути являющаяся клоном Dungeon Master с улучшенной графикой, большим числом возможностей и использованием ролевой системы AD&D (игровой мир Forgotten Realms). Было выпущено два продолжения этой игры. Westwood является разработчиком и издателем серии игр Lands of Lore, также являющейся идейным последователем Dungeon Master. Mirrorsoft, являвшаяся издателем европейской версии Dungeon Master, разработала игру Bloodwych, схожую с Dungeon Master, но включавшую режим игры для двух игроков с разделением экрана. Идеи и игровой процесс Dungeon Master были использованы в игре Captive, разработанной Mindscape и выпущенной в 1990 году. Другими играми, которые, по мнению обозревателя Retro Gamer, были очевидно вдохновлены Dungeon Master, являются игры серии Abandoned Places и Black Crypt. В числе более новых игр, вдохновлённых теми же идеями, можно назвать вышедшую в 2012 году Legend of Grimrock.
Позднее фан-сообществом было разработано довольно много ремейков и клонов игры, как точно воспроизводящих её особенности (в частности, пошаговое передвижение), так и модернизирующих игровой процесс. Разрабатывались также неофициальные редакторы, позволяющие модифицировать игру, карты и прохождения игры. Среди наиболее развитых ремейков игры, работающих на современных компьютерах, можно назвать CSBWin (Windows, Linux, OS X, Pocket PC), Dungeon Strikes Back (Windows, поддержка сценариев на языке Lua), Dungeon Master Java (Windows, Linux, OS X) и Return to Chaos (Windows). Также существует модификация Back into the Dungeon для Legend of Grimrock, воспроизводящий оригинальный Dungeon Master.